# Basilique Saint-Prosper de Reggio d'Émilie
La basilique Saint-Prosper (en italien : basilica di San Prospero) est une église catholique en Italie sise dans le centre historique de Reggio d'Émilie donnant sur la place homonyme. Elle est consacrée à saint Prosper de Reggio, patron de la ville et dépend du diocèse de Reggio d'Émilie-Guastalla. C'est un exemple insigne du baroque émilien.

## Histoire
Vers l'an mille, Reggio n'était encore qu'un petit castrum, entouré de murs et de palissades. C'est sur les ruines du Regium romain, comme l'attestent une mosaïque et des objets trouvés au cours de fouilles, que l'évêque Teuthon fait édifier une église nommée San Prospero di castello, pour la distinguer de celle construite en dehors des remparts placée sous le même vocable. Cette église est consacrée en 997 par le pape Grégoire V. En 1487, la tour est abattue, puis reconstruite entre 1536 et 1570 selon les dessins de Cristoforo Ricci et Giulio Romano (Jules Romain). En 1514, la basilique, tombée en ruines, est démolie. Elle est terminée en 1527 d'après les plans de Luca Corti et Matteo Fiorentino ; les chapelles latérales sont terminées en 1543 et la basilique est consacrée à nouveau. La façade n'est complétée qu'entre 1748 et 1753.

## Extérieur

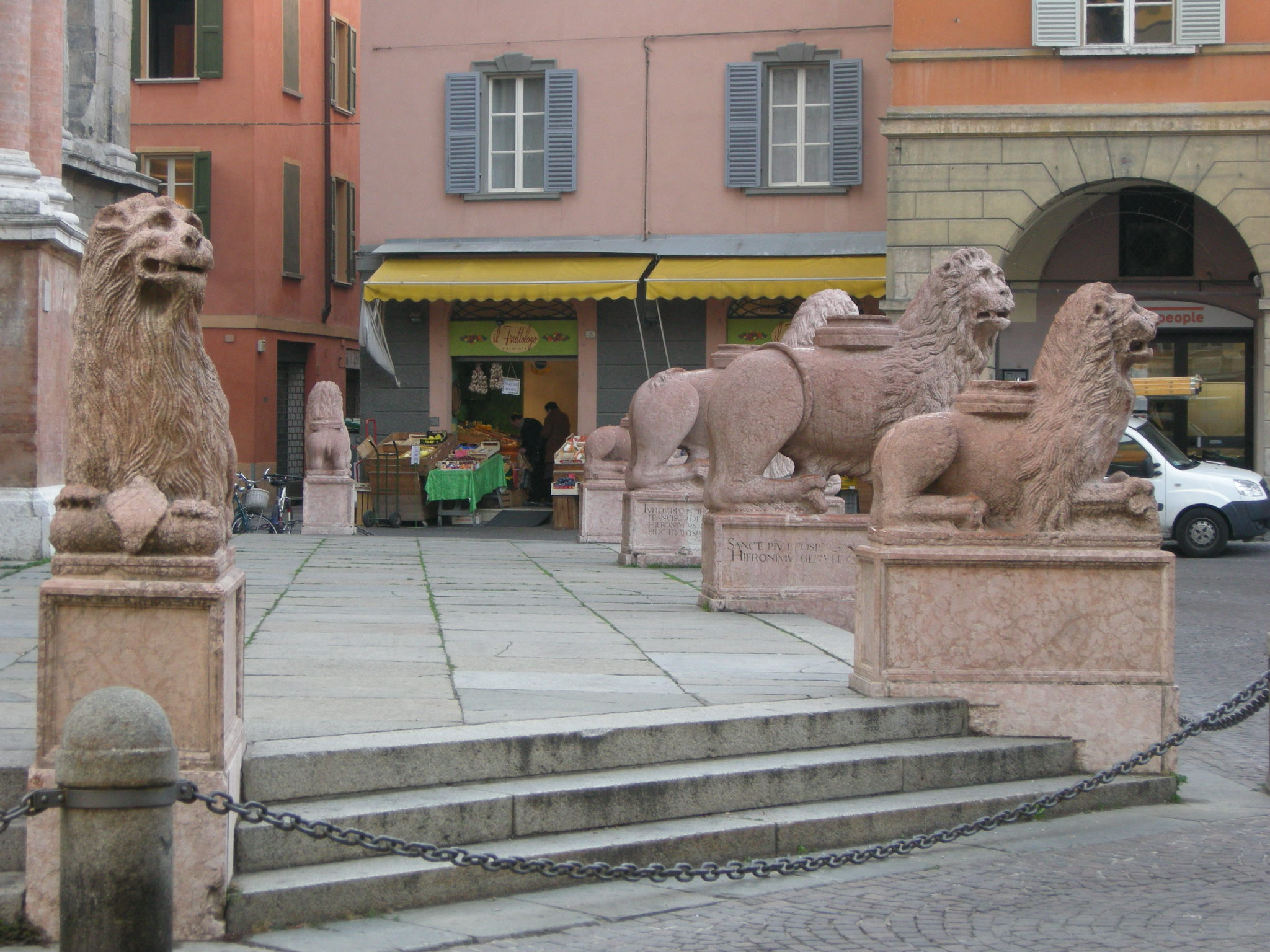
Les lions.

La façade remonte au milieu du XVIIIe siècle, œuvre de Gian Battista Cattani , et montre onze statues de saints et Docteurs de l'Église. On remarque devant l'édifice six lions de marbre rouge de Vérone ; ils devaient servir à soutenir les colonnes de trois pronaos devant les portes de la basilique. Ces sculptures (1503) sont attribuées à Gaspare Bigi, natif de Reggio, et n'ont jamais été terminées. Les lions ont été placés de cette manière en 1748. L'on pense aussi que ces lions auraient été sculptés plutôt à l'époque romane et que Gaspare Bigi n'aurait sculpté que leurs bases. Sur l'un des fondements, on aperçoit le profil de Girolamo Pratonieri, noble illustre de la ville, qui fit reconstruire la basilique sur ses deniers. Le campanile de forme octogonale se trouve à droite de la façade. Il a été construit selon les plans de Cristoforo Ricci et revu selon le projet de Giulio Romano. Il est demeuré incomplet.

## Intérieur

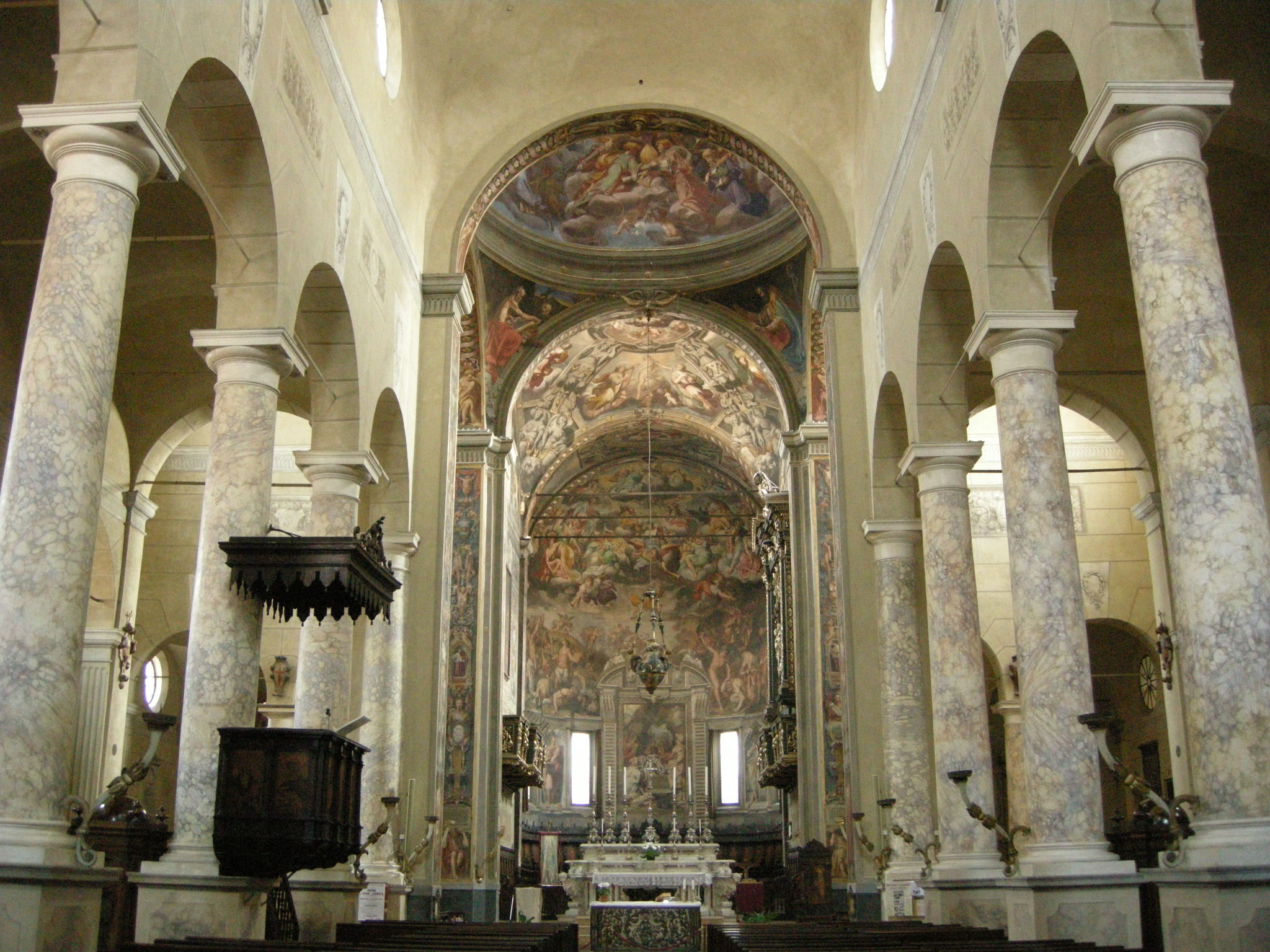
l'intérieur.

La basilique est à trois nefs et en forme de croix latine. Elle montre dans ses nefs latérales des tableaux de peintres du XVIe siècle, dont Giovanni Giarola, Michelangelo Anselmi, Denis Calvaert, Ludovico Carracci et Tommaso Laureti. On remarque également les œuvres d'autel d'Alessandro Tiarini et de Francesco Stringa, ainsi que les groupes sculptés de Bartolomeo Spani et de Prospero Sogari dit « Il Clemente » (Le Clément).
La cinquième chapelle de droite, dite chapelle Pratonieri, conserve une copie de L'Adoration des bergers du Corrège. En 1640, le tableau original a été dérobé de la basilique par le duc de Modène pour sa collection privée, ce qui a été considéré comme un sacrilège par les habitants de la ville qui ont provoqué des émeutes. Une copie a donc été installée, réalisée par Jean Boulanger (1606-1660). Le tableau original a été vendu en 1745 par le duc François III d'Este-Modène à l'Électeur de Saxe et il est conservé aujourd'hui à la Gemäldegalerie de Dresde.
Le chœur est orné de fresques du XVIe siècle de Camillo Procaccini (Le Jugement dernier) et de Bernardino Campi. 
La décoration de la coupole et des colonnes est le fruit de travaux s'étant déroulés au XIXe siècle.

## Attila et saint Prosper
- La dévotion locale est tournée vers saint Prosper qui vécut au Ve siècle et qui fut évêque de Reggio. Il dut affronter la barbarie des Huns, commandés par Attila, qui voulurent assiéger la ville ; toutefois selon une intervention providentielle, invoquée par Prosper, ils se détournèrent de la ville n'ayant pas trouvé ses murs cachés par le brouillard, phénomène climatique fréquent dans la région. La relique de saint Prosper est enterrée sous le maître-autel.

## Galerie

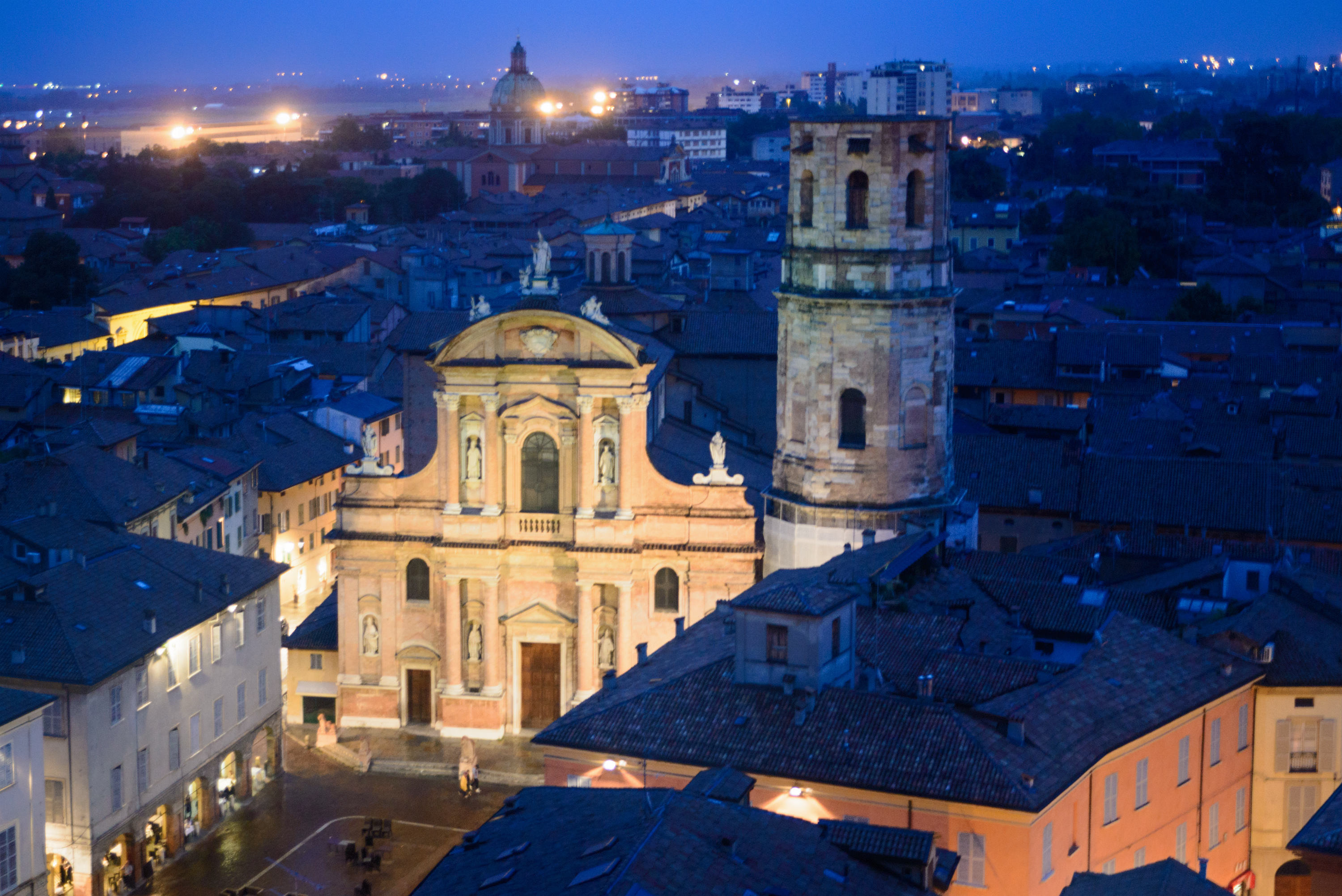
La basilique de nuit.
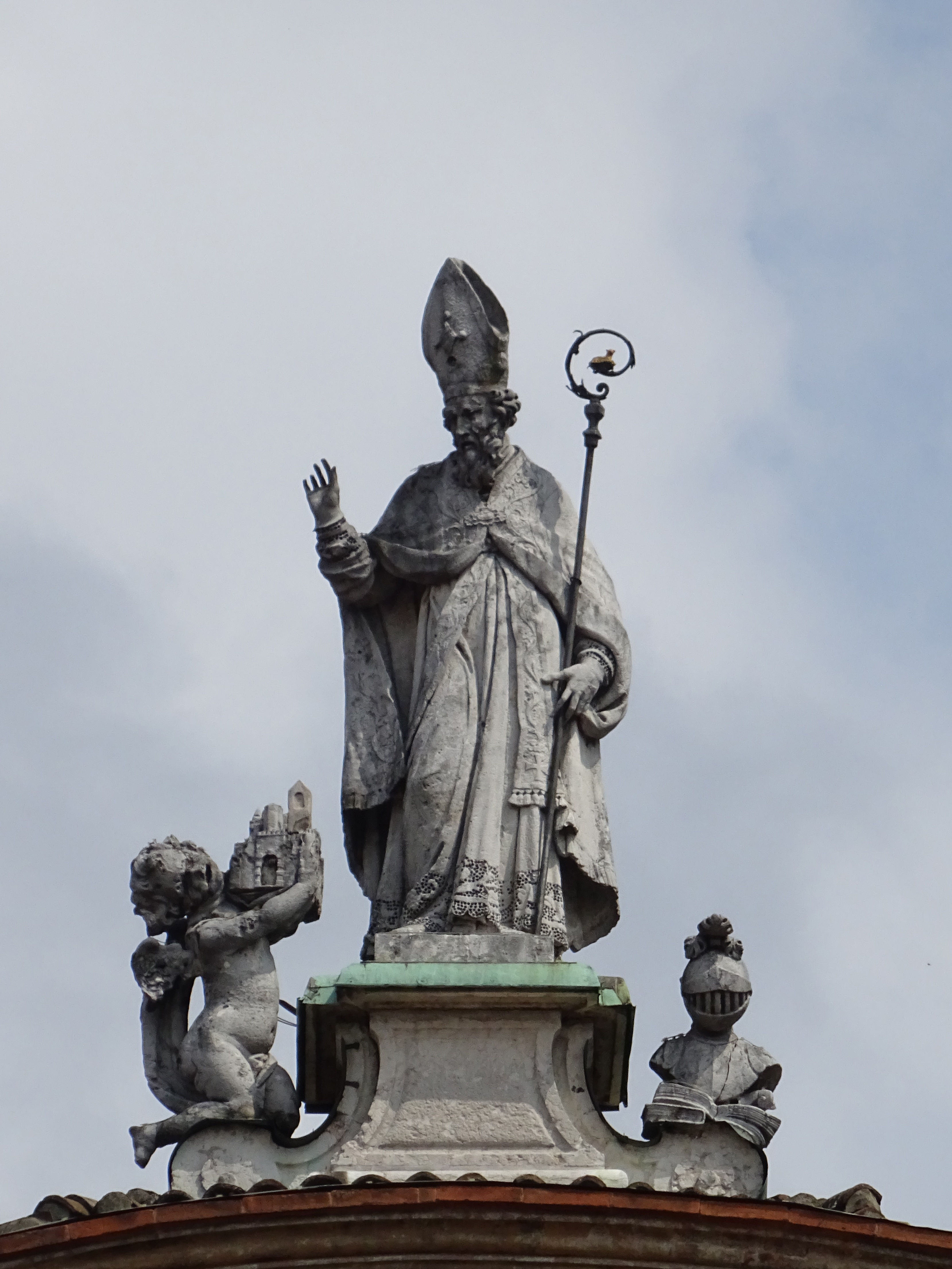
Statue de saint Prosper au sommet de la façade.
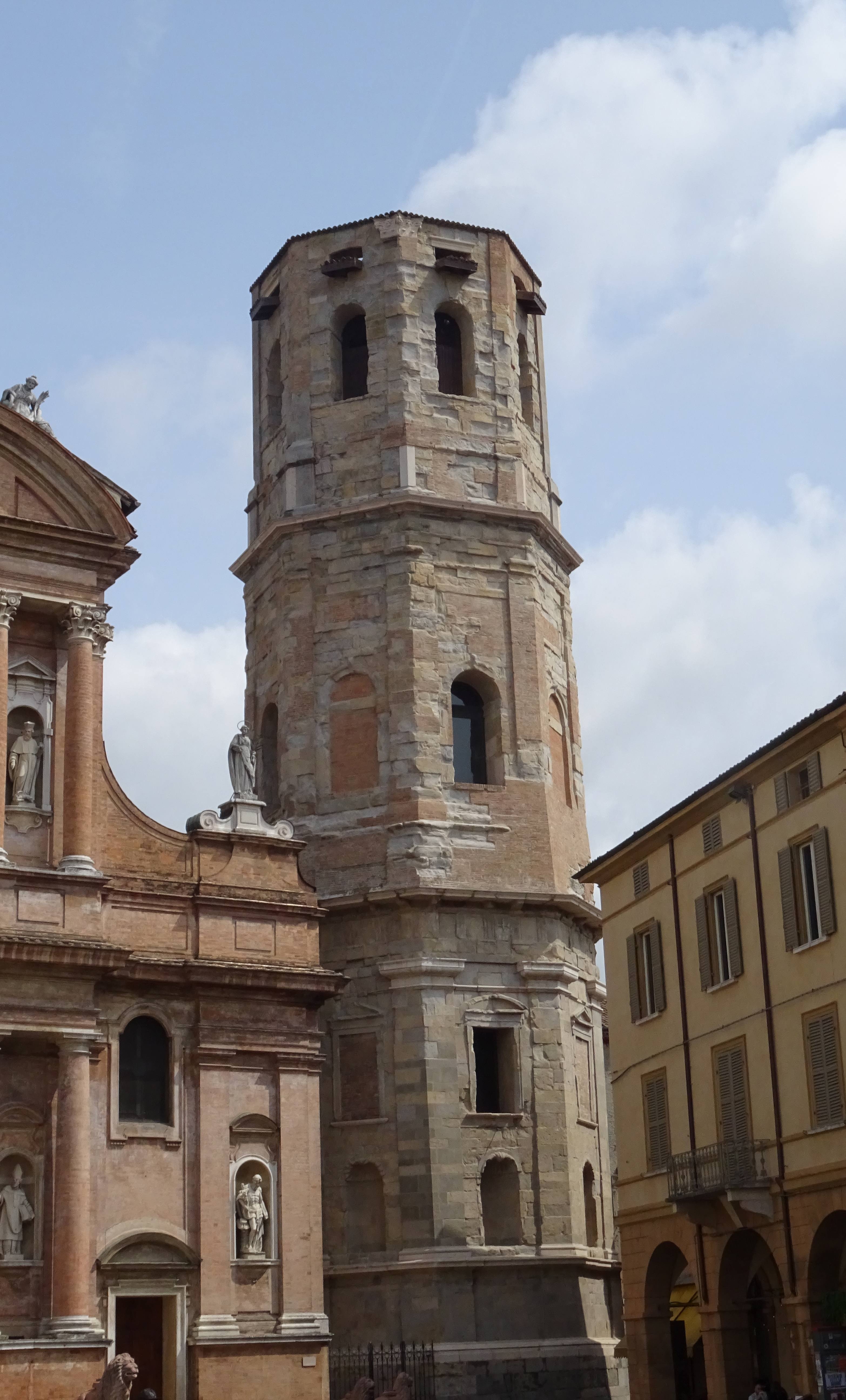
Le campanile.
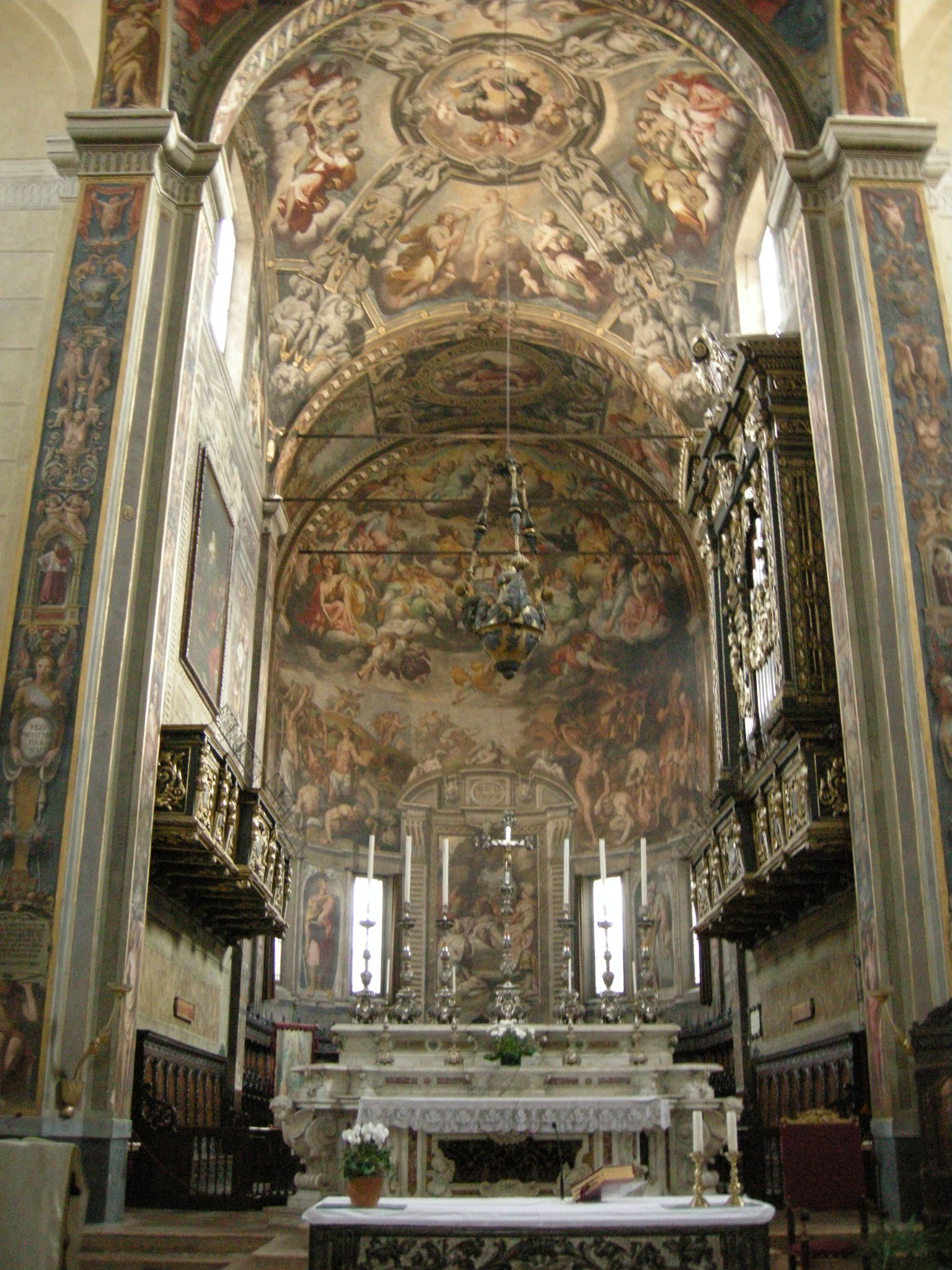
Le maître-autel et les fresques de Procaccini.
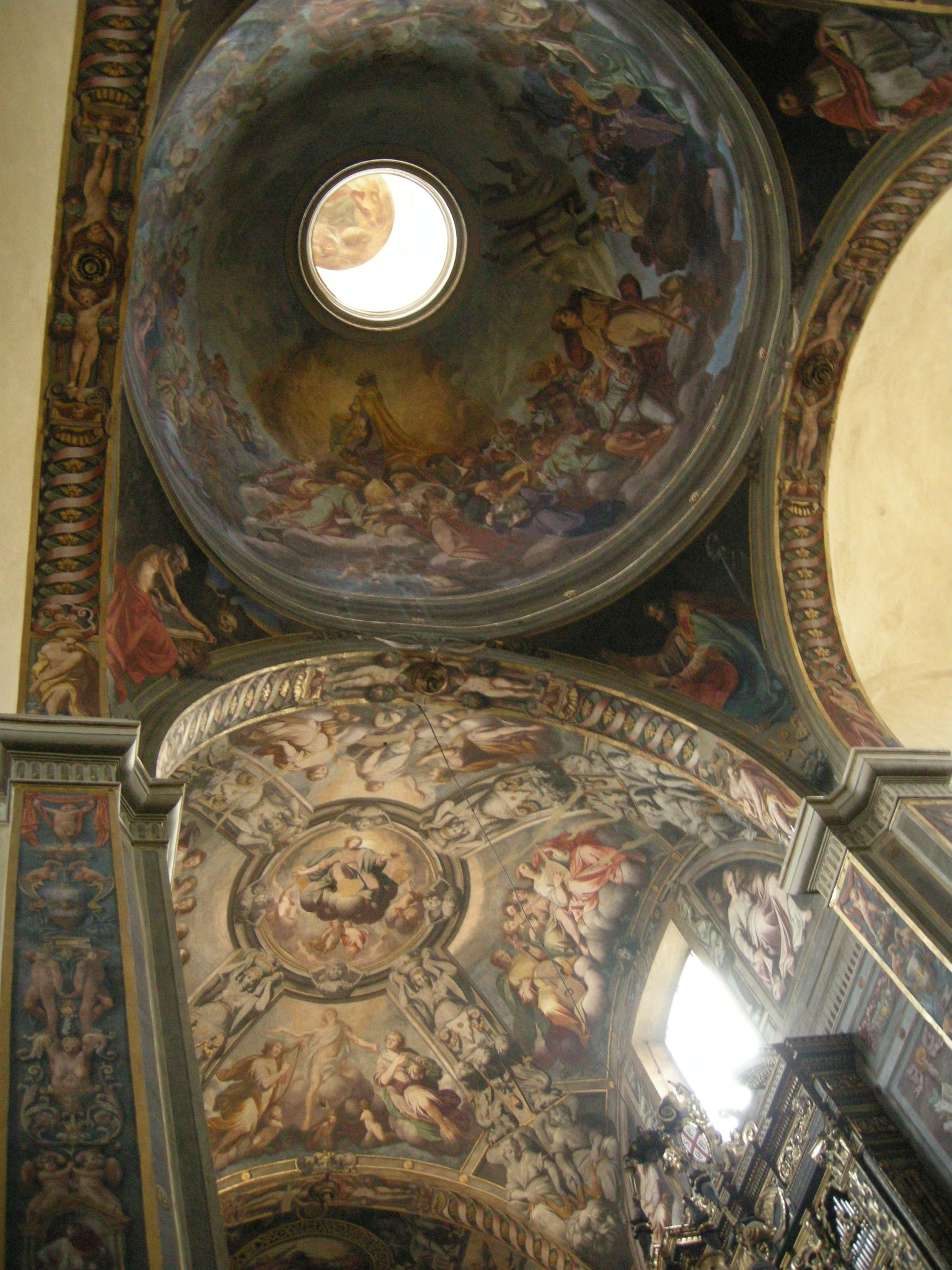
La coupole.

## Source
- (it) Cet article est partiellement ou en totalité issu de l’article de Wikipédia en italien intitulé « Basilica di San Prospero » (voir la liste des auteurs).